# Jonction triple de Bouvet
 (février 2023).
Si vous disposez d'ouvrages ou d'articles de référence ou si vous connaissez des sites web de qualité traitant du thème abordé ici, merci de compléter l'article en donnant les références utiles à sa vérifiabilité et en les liant à la section « Notes et références ».

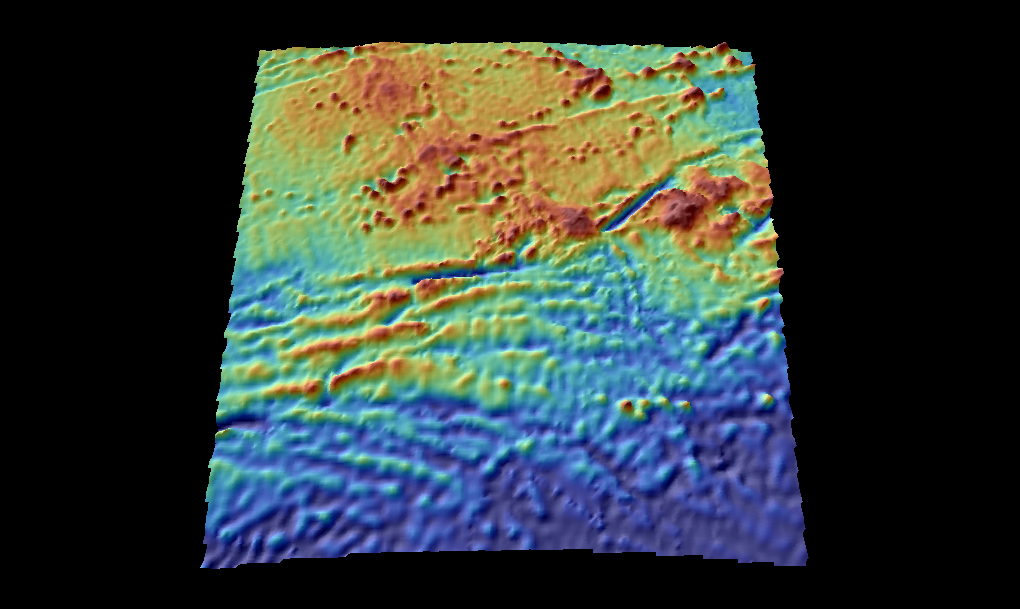
Jonction triple de Bouvet

La jonction triple de Bouvet est une jonction triple située dans l'océan Atlantique.
Elle est centrée sur l'île Bouvet et est formée par les plaques africaine, sud-américaine et antarctique, à la jonction de trois dorsales : la dorsale médio-atlantique, la dorsale sud-ouest indienne et la dorsale américaine-antarctique.